# 山案座δ
山案座δ，又名CP-80 116，HD 28525、SAO 258372、HR 1426，是山案座的一颗恒星，视星等为5.69，位于銀經293.8，銀緯-32.9，其B1900.0坐标为赤經4h 24m 44s，赤緯-80° -32.9′ 54″。